# Counter-Strike
Counter-Strike (também abreviado por CS) é um popular jogo eletrônico de tiro em primeira pessoa. Inicialmente criado como um "mod" de Half-Life para jogos online, foi desenvolvido por Minh Le e Jess Cliffe e depois adquirido pela Valve Corporation. Foi lançado em 1999, porém em 2000 ele começou a ser comercializado oficialmente, e posteriormente foram feitas versões para Xbox, Mac OS X e Linux. Atualmente o jogo é jogado na versão Counter-Strike 2.
O jogo é baseado em rodadas nas quais equipes de contraterroristas e terroristas combatem-se até a eliminação completa de um dos times, e tem como objetivo principal plantar e desarmar bombas, ou sequestrar e salvar reféns.
Counter-Strike foi um dos responsáveis pela massificação dos jogos por rede no início do século, sendo considerado o grande responsável pela popularização das LAN houses no mundo. O jogo é considerado o originador do esporte eletrônico, onde muitos jogadores levam-no a sério e recebem salários fixos, existindo até times profissionais, e que são patrocinados por grandes empresas como a Intel e a NVIDIA. Pelo mundo existem as ligas profissionais onde o Counter-Strike está presente, como o caso da CPL (que encerrou suas atividades em 2008), ESWC, ESL, WCG e WEG. No caso da ESWC funciona da seguinte forma: cada país tem as suas qualificações no qual qualquer clã pode ir a uma qualificação em uma lan house em qualquer parte do mesmo país, passando depois às melhores equipes, as melhores equipes de cada país encontram-se depois no complexo da ESWC, localizado em Paris, para disputar o lugar da melhor equipe do mundo de Counter-Strike.
Considerado um dos maiores e mais influentes jogos de todos os tempos, Counter-Strike foi aclamado pela mídia especializada desde a época do seu lançamento, recebendo notas 88/100 no site Metacritic e 89/100  no site GameRankings, além de receber 98% de análises positivas no Steam.

## Jogabilidade

### Princípios básicos
A ação de Counter-Strike se desenvolve em rodadas em uma duração definida pelo criador do server, nas quais a equipe terrorista  (ou TR) enfrenta a equipe contraterrorista (ou CT). A equipe vencedora é aquela que atende a todos os seus objetivos de vitória, de situação ou a eliminação de todos os jogadores do outro time. Se não houver nenhuma vitória direta de uma das duas equipes no final da rodada, a equipe que não fizer os seus objetivos perde por eliminação.
Todos os jogadores começam o round com a mesma quantidade de pontos de vida (100) e a quantidade de pontos de armadura que conseguirem conservar durante a rodada anterior, ou caso puder comprar um novo colete. A vida do jogador diminui quando o dano for causado por disparos de seus oponentes ou dos companheiros - se houver fogo amigo (os companheiros causam menos danos, mas eles também podem matar) - ou por uma queda de uma grande altura. Os tiros podem ser acertados em diferentes partes do corpo (braço direito e esquerdo, perna direita e esquerda, tronco e cabeça), e causam dano variável no local afetado, sabendo-se que um tiro na cabeça (ou headshot) é muitas vezes mortal. A perda de pontos de vida só provoca uma pequena redução nos movimentos de contraterroristas ou terroristas que receberam dano. Quando todos os pontos de saúde acabam, o jogador morre.
Diferentemente da maioria dos jogos de ação em primeira pessoa online baseado em deathmatch de equipes, onde os jogadores mortos ressuscitam imediatamente após a morte, no Counter-Strike, ao morrer deve-se esperar o fim da rodada como espectador, retornando no próximo round.
Nos mapas oficiais o jogador basicamente dispõe inicialmente de uma pistola e uma faca.  O jogador também pode comprar outras armas e equipamentos úteis como um colete a prova de balas, granadas, kits de desativação de bomba, óculos de visão noturna, etc; tudo dependendo das condições do jogo, durante um período de tempo limitado e nas zonas previstas para esse efeito. No início do jogo, o jogador tem a possibilidade de escolher a sua equipa: terrorista ou contraterrorista, dentro dos limites de vagas disponíveis ou optar por ser um espectador. Se uma equipe tem muitos mais jogadores do que a outra, um sistema de autoequilíbrio troca os jogadores das equipes na próxima rodada, podendo configurar o servidor para isso; independente do time, o jogador começa com 800 $ (soma por padrão). Durante as rodadas o jogador ganha dinheiro se ele matar um inimigo, se atinge o objetivo, se a sua equipe ganha a rodada, se você colocar a bomba e ela explode, se você liberar um refém ou se pedir para segui-lo. Um jogador também pode perder dinheiro se ele mata um de seus companheiros ou um refém. Em qualquer caso, no início do round o jogador sempre ganha de dinheiro, exceto no caso de empate. A quantia máxima de dinheiro é de $ 16.000.
A finalidade de algumas  partidas consiste no resultado individual do jogador. Cada um tem seu número de frags e de mortes contabilizados. Os frags do Counter-Strike são um pouco diferentes de outros jogos de tiro em primeira pessoa; eles aumentam no jogo matando os adversários e completando os  objetivos. Assim, por exemplo, um inimigo abatido dá frag, uma explosão ou desativação de bomba dá três frags. O suicídio, o assassinato de um companheiro e a mudança de equipes são penalizados com um ponto a menos. O número de mortes, por sua vez, corresponde às vezes que o jogador morreu, que não afetam o número de frags.

### Controles e interface
Counter-Strike é um jogo de ação em primeira pessoa que é jogado com o teclado e o mouse. O teclado é usado para a maioria das ações - os movimentos (frente, para trás, vire à esquerda, vire à direita, saltar, agachar), gestão de equipamentos (trocar armas, atirar, recarregar, acender a lanterna) e comunicação (escrita ou oral). O mouse serve para mover o ponto de vista do jogador e da arma usando uma mira imóvel que está no centro da tela; também serve para atirar o inimigo com um único clique no botão esquerdo. O jogador também pode ativar a função secundária da arma com o botão direito do mouse, como o zoom para o rifle sniper, silenciador para a carabina Maverick M4A1 e a pistola USP, ou dar um golpe com a faca.
A maioria dos mouses também são equipados com uma botão do meio que serve para mudar de arma girando-o, ficando a cargo do jogador fazer alterações para personalizar.
A interface consiste em diferentes elementos que estão distribuídos sobre os cantos da tela. No canto superior esquerdo é o radar que mostra a vista do mapa, bem como os jogadores da equipe. No Counter-Strike: Source também mostra a posição dos adversários que estão no campo de visão dos membros da equipe, além da posição da bomba. Ademais, no canto superior direito há uma lanterna que ilumina o caminho quando ativado. Na parte inferior da tela o jogador pode ver sua vida, sua armadura, o resto de sua munição, dinheiro e um relógio mostrando o tempo restante antes do final da rodada.
Outros itens aparecem apenas quando o jogador pressiona um botão, como o submenu para mudar de armas, um menu para selecionar armas e equipamentos (que pode ser desativado) são destacadas na parte superior da tela e mostra as diferentes partes de seu arsenal e pode-se mudar de um para o outro visualmente. As armas  podem ser alteradas em sequência usando a roda do mouse na seguinte ordem: arma principal, arma secundária, faca, granadas e bombas. Quando o jogador pressiona o botão de compras (B, por padrão) nos primeiros segundos na área de início da rodada, um menu é exibido com todas as armas e equipamentos com preços e detalhes que permite aos jogadores comprarem o que necessitam. Ao passar dos 90 segundos de jogo, não poderão comprar mais armas. A janela Resultados (Tab) mostra todos os jogadores, parceiros e inimigos, a classificação baseada no número de frags e as mortes,  além do ping além dos jogadores. Há muitos outros menus que servem para mudar de equipamento, aparência, etc.

### Mapas e modos de disputa
Em Counter-Strike existem quatro modos variáveis de acordo com o mapa. As condições de vitória das duas equipes são diferentes e mudam de acordo com a situação. Os dois modos mais jogados são os de ativação/desarmamento de bombas e o de libertação de reféns. No primeiro, o objetivo dos terroristas é colocar uma bomba (C-4) em uma das duas áreas definidas (zonas A e B) e do CTs é desarmar a bomba ou impedir a ativação. Esta explode 45 segundos depois e dá a vitória imediata para os terroristas. A bomba é atribuída aleatoriamente a um terrorista no início de cada rodada e os CTs  podem comprar equipamento na loja reduzindo para metade o tempo necessário para a desativação. A explosão mata ou causa dano a todo mundo que está dentro do escopo do dano. Caso os CTs tenham matado todos os terroristas e estes já tenham plantado a bomba, os CTs não ganham por eliminação e devem desarmar a bomba antes que ela exploda, ou perderão o round.
Quanto ao modo de libertação de reféns, o objetivo dos CTs  é encontrar um grupo de reféns protegidas por terroristas e liberá-los. Os terroristas, por sua vez, vencem a rodada eliminando todos os CTs ou prevenindo o resgate dos reféns. O grupo de reféns é colocado na área inicial dos terroristas.
Os modos restantes são Assassinato e Fuga. No primeiro, um dos membros do grupo contraterrorista aleatoriamente toma o lugar de um VIP para ser o principal objetivo dos CTs salvaguardar a vida deste personagem para uma área definida do mapa. Se os terroristas eliminarem o VIP, os CTs  perdem a rodada. O VIP é único e sua aparência não se assemelha a qualquer um dos outros personagens, por isso é facilmente localizado pelos terroristas. O VIP tem uma pistola e uma faca, um colete à prova de balas de 200 pontos, em vez de 100 e um capacete, mas ele não pode comprar ou coletar quaisquer armas ou equipamentos na loja (exceto escudos táticos). Quando ao modo de Fuga, os terroristas defendem e os CTs atacam. Nestes mapas os terroristas tem que escapar por alguns pontos de saída (variável de acordo com o mapa) e os CTs deve impedi-los. Os terroristas não podem comprar armas, resta apenas recolher aquelas que estão espalhadas ao redor de determinados locais. Se pelo menos 50% da equipe consegue fugir, o time terrorista vence.
Além destes quatro tipos de mapas, existem inúmeros outros mapas criados por jogadores que têm a capacidade de criar seus mapas graças ao Valve Hammer Editor. Há vinte e dois mapas oficiais feitas pelos desenvolvedores do jogo: as_oilrig, cs_747, cs_assault, cs_backalley, cs_estate, cs_havana, cs_italy, cs_militia, cs_office, cs_siege, de_airstrip, de_aztec, de_cbble, de_château, de_dust, de_dust2, de_inferno, de_nuke, de_piranesi, de_prodigy, de_storm, de_survivor, de_torn, de_train e de_vertigo. Estes mapas destacam-se por seus aspectos táticos e assiduamente estudados assim como o perfeito equilíbrio entre os campos de jogos. Contando com outros modos da comunidade, sabe-se que há mais de 4 mil mapas criados.

### Personagens
No Counter-Strike há oito personagens jogáveis, divididos em dois grupos: terroristas (TT) e contraterroristas (CT). Os quatro tipos de contraterroristas são a cópia de grupos de intervenção e forças especiais conhecidas, cada uma pertencendo a uma nação, enquanto nenhum dos terroristas são de grupos reais que existem ou existiram. Os personagens não se diferem por nenhuma característica, poder ou talento, somente na sua história e aparência. Cada personagem tem uma maneira diferente de se vestir (mais comumente chamado de skin) adaptando-se mais ou menos à paisagem do jogo.
No campo dos contraterroristas, o jogador pode escolher entre quatro grupos: o Groupe d'Intervention de la Gendarmerie Nationale (GIGN); Serviço Aéreo Especial (SAS); SEAL Team Six e GSG 9.
Por sua vez, os personagens terroristas consistem em quatro grupos fictícios: L337, Artic Avengers, Guerrilla Warfare e The Phoenix Connexion.
Em Counter-Strike existem dois outros grupos de personagens que aparecem em apenas dois tipos de situações. Um deles é o VIP, personagem que faz parte da equipe contraterrorista, presente em mapas do tipo  “as_”.  O outro grupo de personagens é composto pelos reféns, caracterizados pela roupa alaranjada, que devem ser resgatados pelos contraterroristas em mapas do tipo "cs_", dando dinheiro e a vitória a esta equipe. Geralmente eles são quatro, e  são controlados pelo servidor ou inteligência artificial.

### Equipamentos
Um dos motivos do sucesso do Counter-Strike é o seu sistema de compra e seu grande arsenal. Por motivos legais, o nome de algumas armas teve que ser modificado no jogo, assim que o primeiro nome é o real, e o segundo, do 1.6 em diante. Algumas informações sobre as especificações das armas estão erradas no jogo. Os equipamentos do jogo consistem basicamente de armas de diversos portes e de utilitários bélicos. As armas estão divididas em pistolas, escopetas, submetralhadoras e rifles e metralhadoras. Os utilitários consistem de granadas (podem causar dano, cegar ou atrapalhar o oponente), coletes de segurança, óculos de visão noturna e kits difusores (utilizados para desarmar a bomba). Um jogador pode carregar consigo uma pistola, um outro tipo de arma de grande porte e um número limitado de utilitários.
| Armas corpo a corpo - Faca Pistolas - 9x19mm Sidearm (Glock 18) - K&M .45 Tactical (USP) - 228 Compact (SIG Sauer P226) - Night Hawk .50C (Desert Eagle) - ES Five-seveN (FN Five-seveN) - Dual Elites (Double Berettas 92) Escopetas - Leone 12 Gauge Super (Benelli M3) - Leone YG1265 Auto Shotgun (Benelli M1014) Submetralhadoras - Schmidt Machine Pistol (Steyr TMP) - Ingram MAC-10 (Ingram MAC-10) - K&M Sub-machine Gun (H&K MP5) - K&M UMP45 (H&K UMP-45) - ES C90 (FN P90) Metralhadoras - M249 (M249 SAW) | Rifles - IDF Defender (IMI Galil) - Clarion 5.56 (FAMAS) - CV-47 (AK-47) - Malverick M4A1 (Colt M4A1) - Schmidt Scout (Steyr Scout) - Krieg 552 (SIG SG 552) - Bullpup (Steyr AUG) - D3/AU-1 (H&K G3) - Krieg 550 Commando (SIG SG 550) - Magnum Sniper Rifle (L96 Artic Warfare Magnum) Granadas - HE Grenade (granada de mão) - Smoke Grenade (granada de fumaça) - Flashbang (granada de cegamento) Outros - C4/Bomb (C4) (apenas em mapas de "destruição") - Colete a prova de balas - Visão noturna |

## Desenvolvimento
Após o lançamento de Quake II, apareceu um mod chamado Action Quake 2. Minh Le, conhecido sob o nome de Gooseman, trabalhava em uma equipe como modelador 3D ajustando os personagens. Enquanto isso, Jess Cliffe juntou-se oficialmente ao grupo em 1998 para participar na criação de mapas. Nessa época os dois designers se conheceram.
Minh Le, em seguida, teve o desejo de criar seu próprio mod, misturando armas e itens de antiterrorismo em um jogo online com o único propósito de entreter a comunidade gratuitamente. Ele explicou sua ideia para Jess Cliffe, que aderiu ao projeto e tornou-se  webmaster. Cliffe foi quem teve a ideia de nomear o jogo como Counter-Strike. Ao mesmo tempo em que começaram o projeto surgiu um novo jogo, Half-Life, o qual permitiu a criação de mapas, cenários, personagens, etc; assim eles decidiram fazer a modificação baseando-se neste jogo.
O desenvolvimento do jogo começou sem um orçamento, mas com um motor de jogo grátis, o GoldSrc. Em seu tempo livre,  Minh Le  ocupou-se na modelagem e programação, enquanto Jess Cliffe foi encarregado dos gráficos 2D, os sons, o instalador e o site que permitia a divulgação do mod. Alguns mapers do Team Fortress Classic fizeram os mapas do jogo além de Minh Le, bem como a comunidade de fãs que, gradualmente, foi se habituando ao jogo.
A primeira beta do mod foi lançada em 19 de junho de 1999. O jogo, em seguida, começou a se tornar conhecido na Internet. Os dois designers foram muito atenciosos com os jogadores e corrigiam muito rapidamente todos os bugs reportados, adicionando ao mesmo tempo funcionalidades para o jogo que os usuários pediam. Versões do jogo às vezes não duravam sequer uma semana antes de ser atualizado. Nesta época, a modificação já havia alcançado mais sucesso e  estava sendo mais jogada online do que grandes jogos comerciais como Quake III e Unreal Tournament.
Então vieram os editores de Half-Life; a Valve havia proposto para adquirir os direitos do jogo, e Minh Le e Jess Cliffe aceitaram a oferta, sendo recrutados como programadores e designers de jogos. A versão final, 1.0, foi lançada em 08 novembro de 2000 sob o nome de Half-Life: Counter-Strike. O jogo manteve-se gratuito, mas requeria uma versão original do Half-Life.
As partidas online de Counter-Strike na Internet trabalhavam com o serviço WON, que fechou em 2004 com a chegada da versão 1.6 do jogo e forçou os jogadores a passarem para a plataforma Steam. No entanto, ante esta obrigação que implicava numerosas propagandas de marketing, alguns jogadores criaram seu próprio serviço, chamado WON2. Qualquer que seja a conexão usada, Counter-Strike ainda reúne uma das maiores comunidades de jogadores do mundo de todas as nacionalidades.
Desde a mudança para a plataforma Steam, é possível comprar e baixar o jogo por R$ 19,99. Apesar dos anos passarem, a Valve segue atualizando o jogo: a última atualização surgiu em  28 março de 2013.

## Êxito e influência
Desde a saída de sua primeira beta em 1999, Counter-Strike tornou-se referência em jogos de tiro em primeira pessoa e ação. É ainda, mesmo quase duas décadas após seu lançamento, um dos jogos mais jogados em LAN partys e na internet.
A primeira razão para este sucesso está no jogo original, Half-Life, que foi baseado em uma versão modificada do motor de jogo Quake, motor desenvolvido pela id Software e lançado em novembro de 1998. As vendas do jogo "estouraram" e a comunidade de jogadores aumentou muito rapidamente. O jogo obteve muito sucesso depois de dois anos de desenvolvimento e sucessivos anúncios. Em seguida, veio um novo mod com o nome de Counter-Strike, gratuito para todos os proprietários de uma cópia do Half-Life, seja original ou pirata. Assim, o jogo foi facilmente divulgado. Dessa maneira, o preço de Half-Life foi reduzido, tornando-o acessível a um maior número de pessoas.
A segunda razão para seu sucesso reside na configuração mínima necessária para jogar o jogo que, mesmo em seus primeiros dias, já era um pouco básica. A terceira razão para o sucesso vem dos simples princípios do jogo, já que as rodadas são rápidas e não pedem muito de tempo livre, servindo perfeitamente para lan houses e cyber cafés, onde uma soma razoável de jogadores se reúnem algumas horas para jogar Counter-Strike entre amigos. A última razão para o sucesso do Counter-Strike foi a explosão de assinantes de ADSL no mundo e particularmente na Europa, nos anos 2000, que proporcionou a chegada massiva de novos internautas, e induzia potencialmente o surgimento de mais jogadores online e o crescimento da comunidade de jogos.
A partir de 2001, o game contava com 9.000 servidores na internet. Em 2007 o GameSpy contabilizou 85.000 jogadores conectados simultaneamente, independentemente do tempo de medição, o que representa 35% dos jogadores do jogos de tiro da internet. Logo o GameSpy somou todas as versões de Counter-Strike (CS 1.6,  e ) e contabilizou cerca de 167.471 jogadores, o que representava 67% dos jogadores do jogo de tiro em primeira pessoa da internet. Hoje, graças às estatísticas fornecidas pelo Steam, é sabido que o número de jogadores oscila continuamente entre 150.000 e 300.000 por dia e 3 milhões de jogadores por mês, enquanto que o número de servidores varia entre 100.000 e 150.000. Outra razão para a popularidade do jogo é que um jogador sempre pode ter certeza que você vai encontrar alguém para jogar.
Counter-Strike influenciou outros mods como Urban Terror, mods de Quake III Arena ou Tactical Ops: Assault on Terror, mods de Unreal Tournament, bem como jogos completos como Global Operations ou Soldier of Fortune II: Double Helix.
O jogo também se tornou um verdadeiro fenômeno cultural: webcomics como Concerned  e inúmeros vídeos, tais como os de Pure Pwnage, também apareceram na internet referindo-se ao jogo à medida que ele foi ficando famoso. Há também produtos como brinquedos, etiquetas, camisas, cartazes, etc. Counter-Strike também tem sido a inspiração para muitos filmes.

## No Brasil
Counter-Strike iniciou no Brasil por iniciativa de dois servidores de jogos, Elogica e Unigames. Inicialmente, o MOD do Half-Life pouco conhecido, atraía poucos entusiastas que entravam nos servidores desses dois provedores e aguardavam a entrada de outros jogadores, isso na versão Beta 1 do jogo. Aos poucos o game começou a atrair jogadores do Quake, Quake 2, Team Fortress e Action Quake entre outros jogos. No Beta 5 do mod, já era o jogo online mais jogado no Brasil.

## Cultura do jogo

### Trapaças (Cheats)
O uso de trapaças no jogo sempre foi amplamente criticado pelos jogadores. É recurso quase tão antigo quanto o próprio jogo, e é feito através de programas especiais ou através da console do jogo, que modificam configurações do motor gráfico utilizado, GoldSrc. Algumas trapaças comuns incluem visão através de paredes , aumento da velocidade do jogador e mira automática .
A visão através de parede e outros objetos permite que um jogador veja outro escondido ou em outro ambiente. Isto garante a ele vantagem ao saber a localização do inimigo, permitindo que mire antecipadamente. Isto é feito alterando o motor gráfico do jogo para que os objetos sólidos sejam mostrados de forma semi-transparente.
A mira automática permite que um jogador mire automaticamente no seu oponente quando presente, geralmente em sua cabeça, o que aumenta as chances de eliminá-lo. Os programas mais modernos para essa trapaça leem dados temporários na RAM que armazenam informações sobre a posição dos jogadores. Se o programa identifica que o oponente está na tela do jogador em uma distância razoável, ele automaticamente altera a posição do jogador para mirar no local desejado. Algumas variações dessa trapaça também atiram automaticamente. Como o tempo de reação de um computador é muito menor que de um humano, o uso dessa trapaça torna o jogador quase invencível. Seu uso é facilmente reconhecível por outros jogadores já que o utilizador sempre irá acertar a cabeça dos oponentes, mesmo que não desejem. Outra variante dessa trapaça simplesmente atira automaticamente quando o inimigo está na mira do jogador.
As trapaças mais actuais continha protecções de antikick(até ser criado um programa anti hack desenvolvido pela Valve), ou seja, impossibilitava a desconexão do servidor do jogador através de votos dos jogadores da mesma equipe. Permitem também alteração dos céus dos mapas(cenários de jogo), extra-sangue (cada bala que se acerte no oponente, num ponto fraco, sai o dobro do sangue), enfim de certos gráficos do jogo.
Há também a implantação de novos radares com as trapaças, onde aparecem os elementos de todas as equipes, terrorista e contra-terrorista, distinguido através de cores (vermelho: Terrorista e Azul: Contra-Terrorista).
Outros tipos de trapaça incluem o famoso "telar" no qual o jogador olha outro computador ao lado do que ele está jogando, sabendo posição dos inimigos, bastante comum em lan houses.
Usos de programas VoIP para avisar algum companheiro vivo, ou até mesmo utilização do próprio sistema de friends que a steam proporciona.  Alguns servidores utilizam a possibilidade do espectador poder ver todo o jogo depois de morto, o que possibilita esse tipo de trapaça. normalmente esse tipo de atitude pode ser confundida com visão através das paredes , alguns servidores punem esse tipo de atitude com ban permanente.
Para tornar o jogo mais justo, a Valve lançou o programa VAC (Valve Anti-Cheat), que desde sua segunda versão já está habilitado na maioria dos servidores. Quando os jogadores trapaceiam em servidores dotados de VAC 2 correm o risco de serem banidos permanentemente de todos os servidores que utilizam a tecnologia, seja no Counter-Strike ou não. A primeira versão do VAC bane o utilizador por um ano, sendo que até setembro de 2003 o tempo de banimento era de cinco anos. O atual sistema de detecção chamada-se VAC 2, e bane os infratores  permanentemente.
Há um sistema paralelo ao VAC 2, o SteamBans, que já reúne algumas comunidades de Counter-Strike e servidores privados. Não tem a mesma quantidade de utilizadores que a da própria Valve, mas está a crescer a olhos vistos.
Este sistema consiste na exclusão pelo método da Steam_ID (identificação alfanumérica única em cada conta), ou seja, ao conectar a um servidor com este tipo de protecção, o jogador entra e a sua Steam_ID é automaticamente comparada com a base de dados de utilizadores banidos, e se houver um resultado positivo, decorre a desconexão do jogador do servidor protegido pelo sistema.
Existe também a utilização de programas para anti-cheat tanto para servidor ou para você próprio, um exemplo é o Sxe Injected, que é um programa anti-cheat para os servidores e para sua utilização, já que existem servidores que é necessário você estiver utilizando o Sxe Injected ou outro tipo de programa desse ramo.

### Linguagem
A cultura dos jogadores de CS fomentou várias gírias e termos próprios para situações do jogo. Entre os acrônimos e abreviações mais famosos incluem-se os dois times distintos do jogo: TR, abreviação para terrorista, e CT, abreviação para contra-terrorista. Outras abreviações referem-se a situações comuns do jogo. Por exemplo, as disputas individuais entre dois jogadores chamam-se X1. Já TK é o Team Killer, jogador que mata outro do mesmo time. HS é o acrônimo para Head Shot, tiro na cabeça. Além de TK, outra gíria negativa a um jogador é "block", que significa bloquear a passagem de um jogador do mesmo time, outras gírias de outros jogos também foi incorporada no Counter-Strike, como "Noob" derivado de Newbie do inglês (novato), no jogo tem a intenção de chamar o player de lento ou lerdo. Em mapas com prefixo "de_" a missão dos terroristas é armar e detonar uma bomba, enquanto os contra-terroristas devem evitar que isso ocorra. Armar a bomba é frequentemente chamado plantar a bomba, e deve ser feito em um de dois locais específicos do mapa do jogo, chamados Bombsites.
Após armada, a bomba entra em contagem regressiva para a explosão. Há também o neologismo "defusar" (do inglês defuse), que significa desarmar a bomba já armada.
Outros neologismos do jogo incluem "noob", jogador que irrita os demais participantes com ofensas, cometendo fogo amigo propositalmente e outras coisas, há também o "newbie", jogador novato e inexperiente; "rushar" (de rush), seguir com vigor para o objetivo da fase, como plantar a bomba ou salvar os reféns; "single", quando um jogador mata o adversário com somente um tiro; "ammo" (abreviação de ammunition), munição; "sniper" (do inglês), jogador que exerce a função de atirador especial; "xiter" (de cheater), é quem usa algum tipo de trapaça (explicadas acima); "kickar" (de kick), expulsar um jogador do servidor; "camper", jogador que fica escondido, para matar sem que se perceba sua presença.
Nos servidores Steam, é muito comum os servidores promoverem partidas mais serias chamados de mix, são partidas de 5X5. Outro tipo que existe também é o chamado fake, que também exige a TAG, mas é como um time falso, criado na hora apenas para jogar aquela partida.
Pelo Steam, existe os campeonatos mais sérios online, e portanto onde tem os jogadores mais experientes,onde treinam praticamente o dia todo.
A cultura do CS promove a formação de clãs, grupos de pessoas que se reúnem para jogar. Abrevia-se por CF ou PCW o confronto de clãs.

### Sprays
Sprays são imagens digitais com o qual os jogadores pintam o cenário, em paredes, no chão ou em tetos baixos. Existem diversos desenhos incluídos com o jogo, e também podem ser importados do disco rígido. Em Source os jogadores podem importar qualquer imagem, já no Counter-Strike 1.6 não existe método oficial para importar imagens. Deve se usar um programa especial como o HL TagConverter por exemplo.

## Proibição no Brasil
Entre 18 de Janeiro de 2008 e 18 de Junho de 2009, a comercialização de livros, encartes, revistas ou CD-ROM, contendo o jogo Counter-Strike foi proibida em território brasileiro, conforme decisão da justiça do país. A justifiativa dada foi que o jogo traria "imanentes estímulos à subversão da ordem social, atentando contra o estado democrático e de direito e contra a segurança pública". O jogo EverQuest também foi proibido.
A empresa responsável pelo jogo alegou que o mapa que o juiz utilizou como motivo para proibir a venda, o cs_rio, foi produzida por fãs, não estando contida no jogo original. Porém, o juiz Silva Costa Torta ganhou a ação e o jogo estava proibido de ser vendido. Ainda era possível, no entanto, utilizar o gerenciador Steam para comprar eletronicamente qualquer versão do jogo. Entretanto, uma decisão de Junho de 2009 liberou a comercialização do jogo.